# 粉次ぎ
粉次ぎ（こなつぎ）とは、鉄板でいわゆる粉物の料理を作る際に生地種を流し入れるための道具。粉注ぎともいう。なお、同様の用途のものとして、後述の種落とし（チャッキリ、ドロッパー）がある。

## 概要
粉次ぎは容器の一方に注ぎ口があり、注ぎ口と直角の位置に取っ手が付いた構造になっている（プラスチック製の取っ手を付けているものもある）。容器ごと注ぎ口の方向に傾けることによって生地種を鉄板に流し入れる（傾けた際に容器内の生地種がこぼれ落ちないように上部は半分程度塞がっている）。材質はステンレスなどの金属でできているものが多い。

## 種落とし
粉次ぎと同様に、鉄板を用いて粉物の料理を作る際に生地種を流し入れるための道具として種落としがある。ばね式のレバーが付いており、指でレバーを押すことで容器の下部にある注ぎ口から生地を落とすようにしたもので、チャッキリやドロッパーと呼ばれるものも同様の構造をもつ。粉次ぎと同じく材質はステンレスなどの金属でできているものが多い。